# August Leopold von der Goltz
August Leopold Freiherr von der Goltz (geb. 4. April 1750 in Berlin; gest. 29. Oktober 1822 ebenda) war ein preußischer Leutnant, Landrat und Landesdirektor.

## Herkunft
August Leopold von der Goltz war Angehöriger des Adelsgeschlechts von der Goltz. Er war der Sohn von Karl Christoph von der Goltz (1707–1761), preußischer Generalleutnant und Erbherr auf Heinrichsdorf, Groß Küssow und Retzowsfelde. Seine Mutter war Friederike Margarethe (1713–1773), geb. von Burgsdorff auf Diedersdorf. Sein älterer Bruder war der preußische Oberst Karl Alexander von der Goltz (1739–1818).

## Leben
1765 wurde er Fähnrich in einem polnischen Regiment, das in Elbing stationiert war. Ab 1767 besuchte er ein Gymnasium in Thorn. Um 1775 trat er in die preußische Armee ein und stieg dort im Infanterie-Regiment Henckel von Donnersmarck bis zum Rang eines Leutnants auf. Nach seiner Dimission vom Militär im August 1785 lebte er auf seinem Gut Weickmannsdorf bzw. Weitzdorf im Kreis Rastenburg. Als Kreisdeputierter wurde er im Juli 1789 zum Nachfolger von Christoph Wilhelm von Boyen als Landrat des Kreises Rastenburg bestimmt. Nachdem er am 22. März 1790 das Große Examen abgelegt hatte, wurde er am 24. April des Jahres zum Landrat ernannt. 1791 wurde er Mitglied der Königsberger Freimaurerloge. Am 3. November 1804 erhielt er das Patent als Landesdirektor. Im Dezember 1807 bat er um seinen Abschied, nachfolgender Landrat wurde 1808 Johann Karl von Wiersbitzki. Von der Goltz lebte später in Berlin, wo er 1822 starb.

## Persönliches
August Leopold von der Goltz war neben Weickmannsdorf auch Erbherr auf Cortmedien und auf Groß Sobrost im Kreis Gerdauen. 1785 heiratete er Jeanette († 1816), Tochter des Capitains Albrecht Ferdinand von Kurowski auf Eichen und der Johanna Albertine Tugendreich von Burgsdorf aus dem Hause Dohten.